# 혼동
혼동(混同)은 일상언어로는 대립되는 것을 뒤섞어서 생각하거나, 서로 뒤섞여 하나가 되는 것을 뜻한다. 법률용어로는 채권과 채무가 동일인에게 귀속되는 일로 후자를 혼동이라고 하며, 전자는 착오라고 한다. 대한민국 민법(제 507조)이 정하고 있는 채권의 소멸원인 중 하나로서 채권과 채무가 동일인에게 귀속하는 사실을 말한다. 혼동이 일어나는 사례로는 채권자가 채무자를 상속하거나 채권자인 회사와 채무자인 회사가 합병한 경우, 채무자가 채권을 양수한 경우, 세들어산 집을 구입하여 보증금 채무자가 세입자 자신이 된 경우 등을 들 수 있다. 이러한 경우 자기 자신에 대한 채권을 보유하는 것은 일반적으로 무의미하므로 채권은 원칙적으로 소멸한다. 하지만 채권을 존속시킬 필요가 있는 경우에는 채권이 소멸하지 않는데, 대한민국 민법은 그 채권이 제 3자의 권리의 목적인 때에는 소멸하지 않는다고 규정하고 있다. 또한 어음법과 수표법에 의하면 무기명채권, 지시채권, 사채 등 증권적 채권은 혼동에 의해 소멸하지 않는다.(민법 509조) 상속인이 한정승인을 한 때에도 피상속인에 대한 상속인의 권리의무가 소멸하지 않으므로 채권은 혼동에 의해 소멸하지 않는다.

## 판례
부동산에 대한 소유권과 임차권이 동일인에게 귀속하게 되는 경우 임차권은 혼동에 의하여 소멸하는 것이 원칙이지만, 그 임차권이 대항요건을 갖추고 있고 또한 기 대항요건을 갖춘 후에 저당권이 설정된 때에는 혼동으로 인한 물권소멸원칙의 예외규정인 민법 제191조 제1항 단서를 준용하여 임차권은 소멸하지 않는다

## 참고
1. ↑  곽윤직,《채권총론》, 박영사, 2003. 289쪽
2. ↑  김상용, 《채권총론》, 법문사, 2003. 541쪽
3. ↑  2000다12693